# NGC 7718
NGC 7718 este o galaxie situată în constelația Pegas. A fost descoperită în 6 septembrie 1863 de către Albert Marth. Se află la o distanță de 127,93 de megaparseci de Pământ.